# Argulus longicaudatus
Argulus longicaudatus is een visluizensoort uit de familie van de Argulidae. De wetenschappelijke naam van de soort is voor het eerst geldig gepubliceerd in 1944 door Wilson C.B..